# Попільнянська селищна територіальна громада
Попільнянська селищна територіальна громада — територіальна громада в Україні, в Житомирському районі Житомирської області. Адміністративний центр — селище Попільня.

## Загальна інформація
Площа території — 499,5 км², кількість населення — 16 362 особи.
Станом на 2018 рік, площа території громади становила 301,2 км², кількість населення — 14 580 мешканців (2018).

## Населені пункти
До складу громади увійшли 23 населені пункти — 1 селище (Попільня) і 22 села: Бухалівщина, Великі Лісівці, Відродження, Голуб'ятин, Кам'янка, Котлярка, Криве, Липки, Маркова Волиця, Миролюбівка, Новоселиця, Паволоч, Парипси, Піски, Попільня, Пустельники, Рудка, Саверці, Сокільча, Соколів Брід, Строків, Ходорків.

## Історія
Утворена 17 серпня 2016 року шляхом об'єднання Попільнянської селищної ради та Великолісівецької, Голуб'ятинської, Котлярської, Кривенської, Миролюбівської, Новоселицької, Парипської, Попільнянської, Саверецької, Сокільчанської, Строківської, Ходорківської сільських рад Попільнянського району.
Відповідно до розпорядження Кабінету Міністрів України № 711-р від 12 червня 2020 року «Про визначення адміністративних центрів та затвердження територій територіальних громад Житомирської області», до складу громади включені території Кам'янської, Липківської та Паволоцької сільських рад Попільнянського району.
Відповідно до постанови Верховної Ради України від 17 червня 2020 року «Про утворення та ліквідацію районів», громада увійшла до складу новоствореного Житомирського району.

## Старостинські округи
Голуб'ятинський, Кам'янський, Липківський, Миролюбівський, Новоселицький, Паволоцький, Парипський, Попільнянський, Саверецький, Сокільчанський, Ходорківський.